# Teleogramma
Genre
Le genre Teleogramma regroupe plusieurs espèces de poissons d'eau douce de la famille des Cichlidae qui se rencontrent en Afrique dans le bassin du Congo.

## Description
Selon les espèces, ces poissons mesurent entre 70 et 100 mm.

## Liste des espèces
Selon FishBase (4 fev. 2016) :
- Teleogramma brichardi Poll, 1959
- Teleogramma depressa Roberts & Stewart, 1976
- Teleogramma gracile Boulenger, 1899
- Teleogramma monogramma (Pellegrin, 1927)
- Teleogramma obamaorum Stiassny & Alter, 2015